# Tasmanipatus anophthalmus
Tasmanipatus anophthalmus is een ongewerveld dier dat behoort tot de stam fluweelwormen (Onychophora). 
De soort is endemisch in Australië.